# Калькулятор Атанасова — Беррі

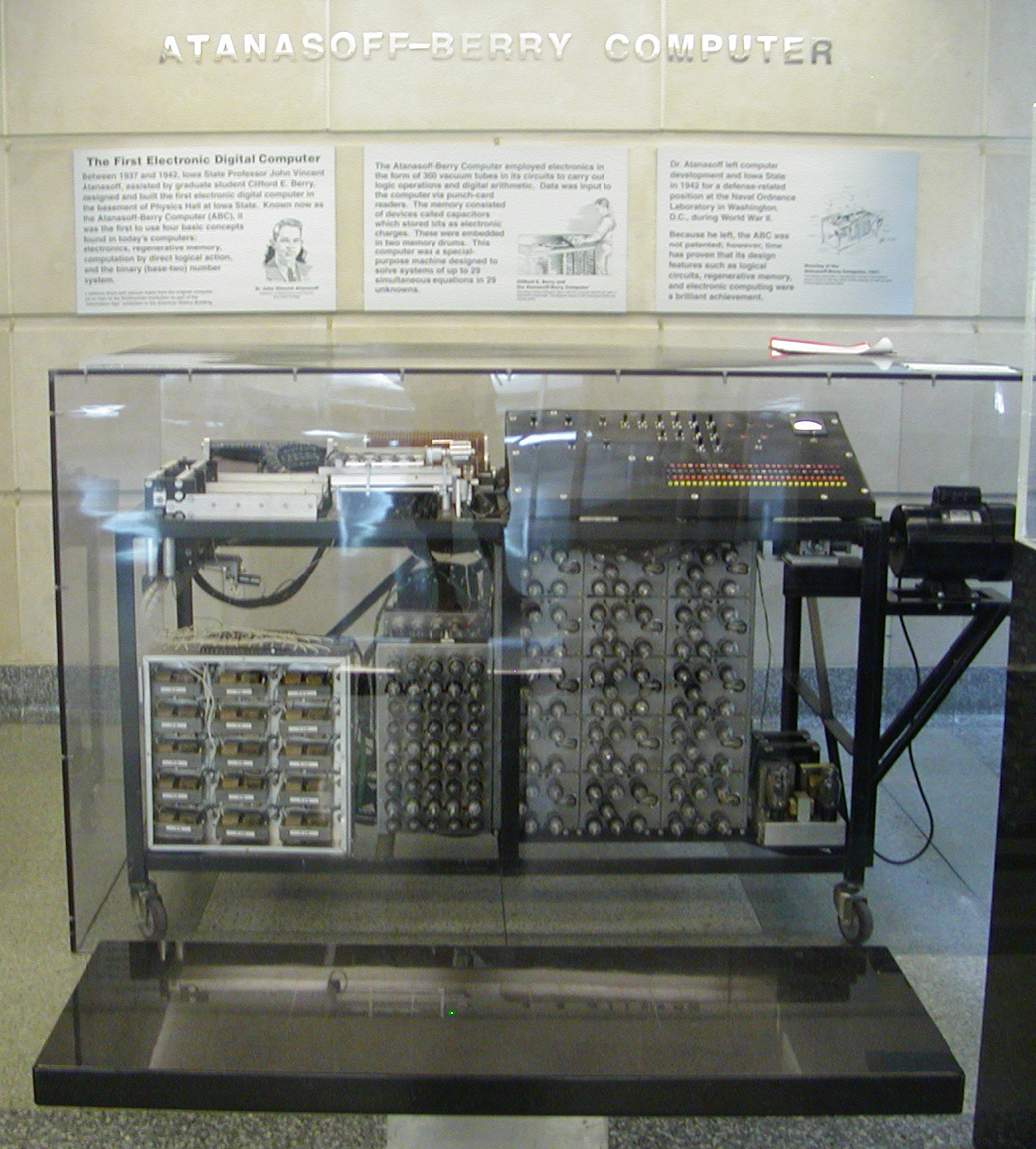
Копія комп'ютера Атанасова-Беррі

Комп'ютер Атанасова — Беррі (Atanasoff-Berry Computer, ABC) — перший цифровий обчислювальний пристрій, а також перша обчислювальна машина без рухомих частин. Задумана в 1937 році, машина не була програмованою, і розроблялася тільки з метою розв'язання систем лінійних рівнянь. У 1942 році вона була успішно протестована. Пристрій для зберігання проміжних результатів на основі паперових карт був досить ненадійним, але робота над машиною була припинена через те що Атанасов покинув Університет штату Айова, будучи призваним на військову службу у зв'язку з Другою світовою війною.
У ABC вперше з'явилися деякі елементи близькі сучасних комп'ютерів, такі як двійкова арифметика і тригери, але істотною відмінністю була особлива спеціалізація машини і нездатність до змінності обчислень через відсутність збереженої програми.
Робота Джона Вінсента Атанасова і Кліффорда Беррі над обчислювальною машиною довгий час не була широко відома, доки в 1960-х роках вона не спливла в ході конфлікту з приводу першої появи електронного комп'ютера. Було визначено, що першим комп'ютером у сучасному розумінні цього слова є ENIAC, однак в 1973 році Федеральний районний суд США постановив відкликати патент ENIAC і уклав що ABC є першим «комп'ютером».